# Проспект Мира (станция метро, Калужско-Рижская линия)
Проспе́кт Ми́ра — станция Московского метрополитена. Расположена на Калужско-Рижской линии, между станциями «Рижская» и «Сухаревская».

## Происхождение названия
Станция открыта 1 мая 1958 года в составе участка «Проспект Мира» — «ВДНХ», после ввода в эксплуатацию которого в Московском метрополитене стало 47 станций. Первоначально она была названа «Ботанический сад», равно как и открытая 30 января 1952 года пересадочная с ней станция Кольцевой линии, которая, в свою очередь, была названа в честь находящегося рядом Ботанического сада МГУ. В 1957 году 1-я Мещанская улица, Троицкое шоссе, Большая Алексеевская улица, Большая Ростокинская улица и часть Ярославского шоссе были объединены в один проспект, названный проспектом Мира. Находящиеся в самом начале проспекта Мира обе пересадочные станции «Ботанический сад» 20 июня 1966 года получили новое название в честь этого проспекта. А название «Ботанический сад» получила станция, которая была открыта 30 сентября 1978 года неподалёку от Ботанического сада Академии наук СССР в Останкине.
В 1991 и 1992 годах существовали планы переименования станции «Проспект Мира» Кольцевой линии в «Мещанскую слободу», а станции «Проспект Мира» Калужско-Рижской линии — в «Олимпийскую». Однако эти планы не были реализованы.

## Вестибюль
Станция имеет один выход. Первоначальный наземный вестибюль, сооружённый в 1959 году по проекту архитектора И. Г. Таранова, не сохранился. В настоящее время северный торец центрального зала соединён эскалаторным наклоном с вестибюлем, который находится на первом этаже здания Инженерного корпуса Московского метрополитена (архитекторы В. М. Гинзбург, А. И. Таранов).
Из южного торца центрального зала ведёт переход на одноимённую станцию Кольцевой линии.

## Архитектура и оформление
«Проспект Мира» — пилонная станция глубокого заложения (глубина — 50 метров) с тремя сводами. Сооружена по проекту архитекторов В. В. Лебедева и П. П. Штеллера. Диаметр центрального зала — 9,5 метров, диаметр боковых залов — 8,5 метров. Поперечное сечение пилонов уменьшено. Сооружена по типовому проекту.
Срезанные по углам и расширяющиеся кверху пилоны станции облицованы белым мрамором. Пилоны имеют карниз, за которым скрыты светильники.
Верхняя часть путевых стен отделана кафельной плиткой цвета слоновой кости с пятью горизонтальными полосами из чёрного кафеля, нижняя часть облицована чёрным кафелем целиком.
Пол выложен серым гранитом двух оттенков — более тёмного и более светлого. Квадратные плитки пола образуют шахматный рисунок.
Переход между станциями «Проспект Мира» Кольцевой и Калужско-Рижской линий украшен розовым с белыми прожилками мрамором месторождения Салиэти.

## Пересадки
Со станции через южный торец можно осуществить пересадку на одноимённую станцию Кольцевой линии метро. С 22 августа 2020 года по 7 мая 2022 года на время закрытия станции «Рижская» на ремонт эскалаторов была также введена бесплатная пересадка на станцию  Рижская, которая была действительна только при передвижении пешком или использовании для пересадки бесплатного автобусного маршрута КМ.

## Пассажиропоток
В марте 2002 года пассажиропоток по входу составлял 50 600 человек в сутки.

## Наземный общественный транспорт
На этой станции можно пересесть на следующие маршруты городского пассажирского транспорта:
- Автобусы: м2, м9, 903, н9
- Трамваи: 7, 50

## Галерея

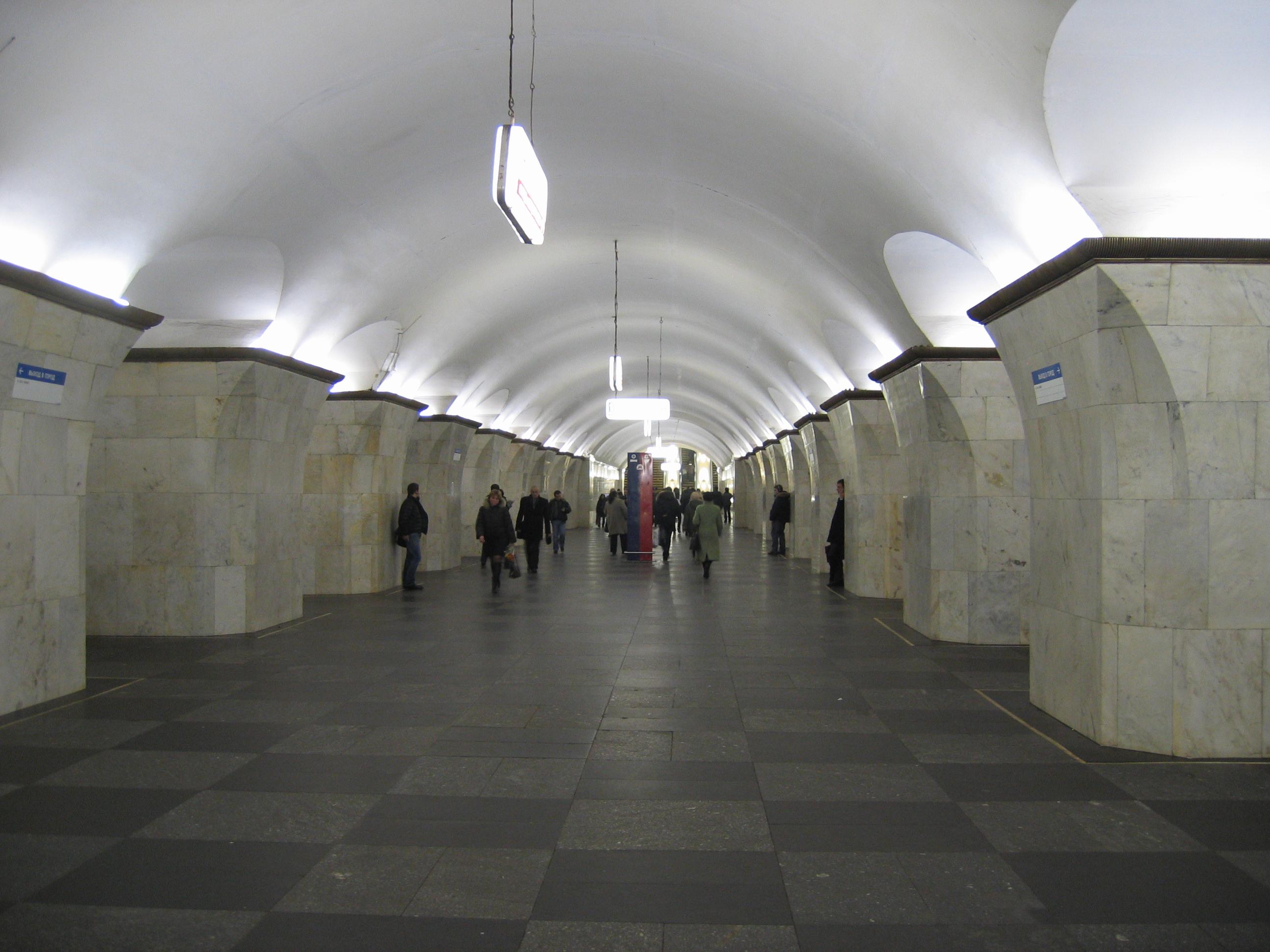
Зал станции. 17 февраля 2009 года
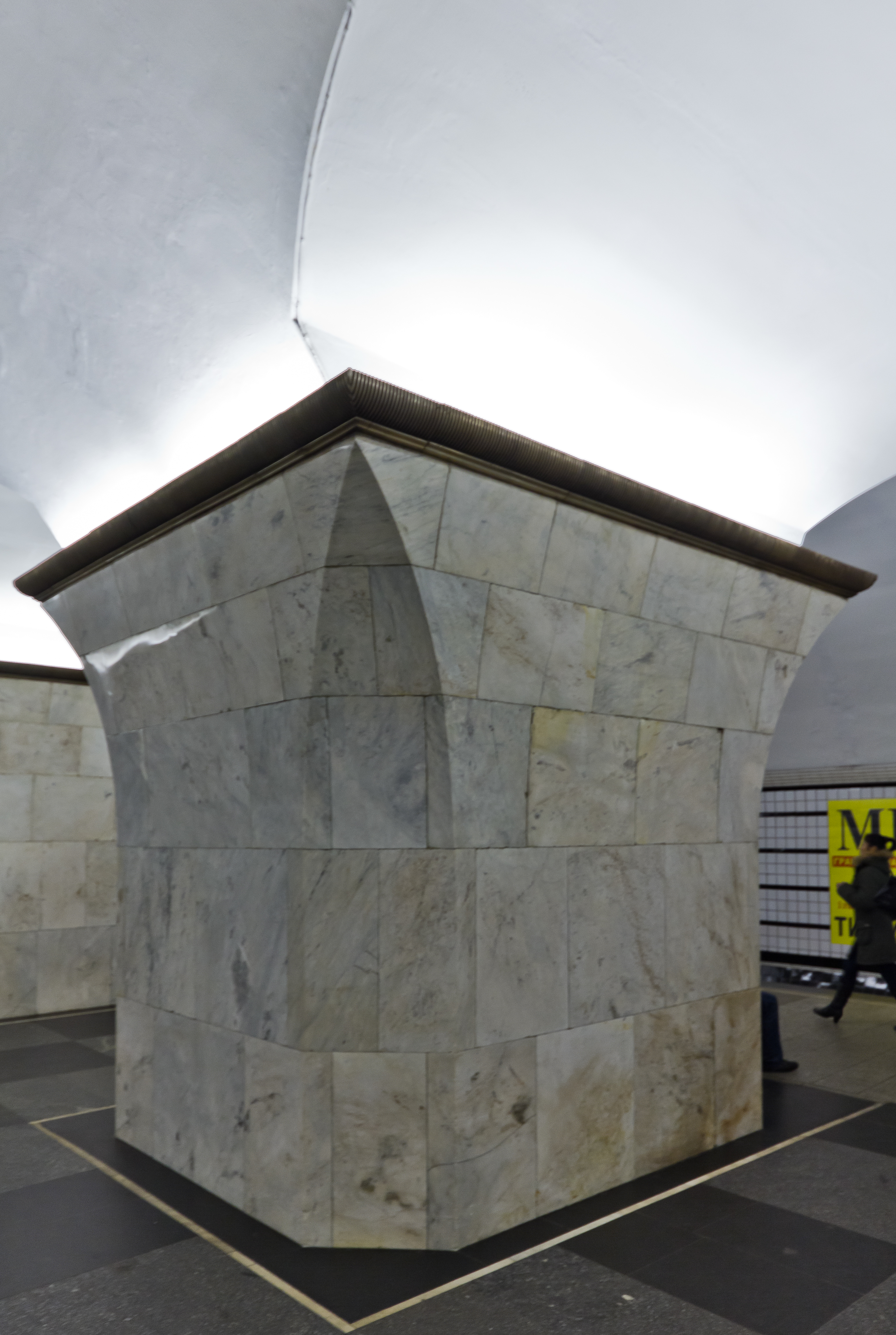
Пилон
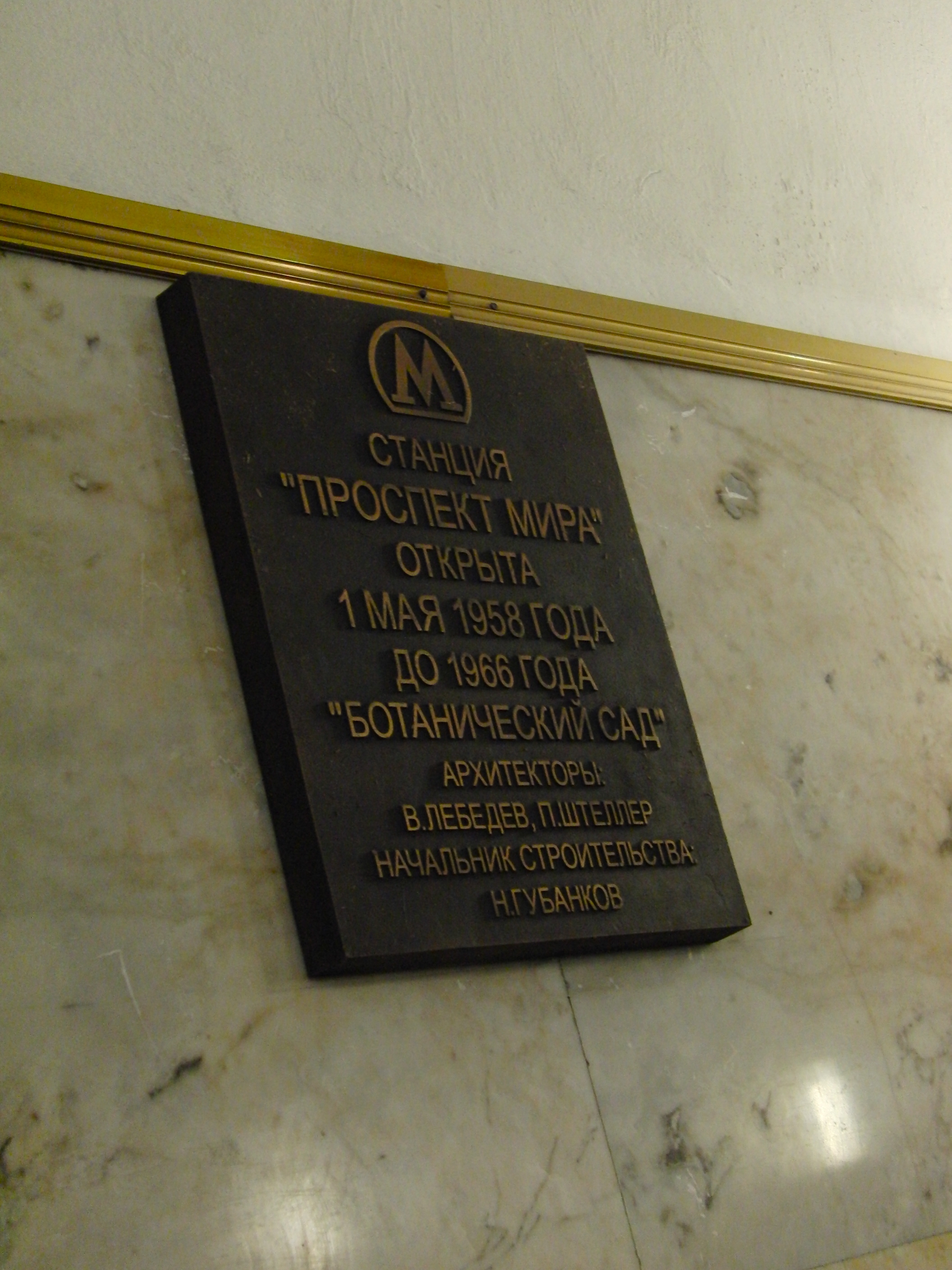
Вывеска. 4 декабря 2010 года
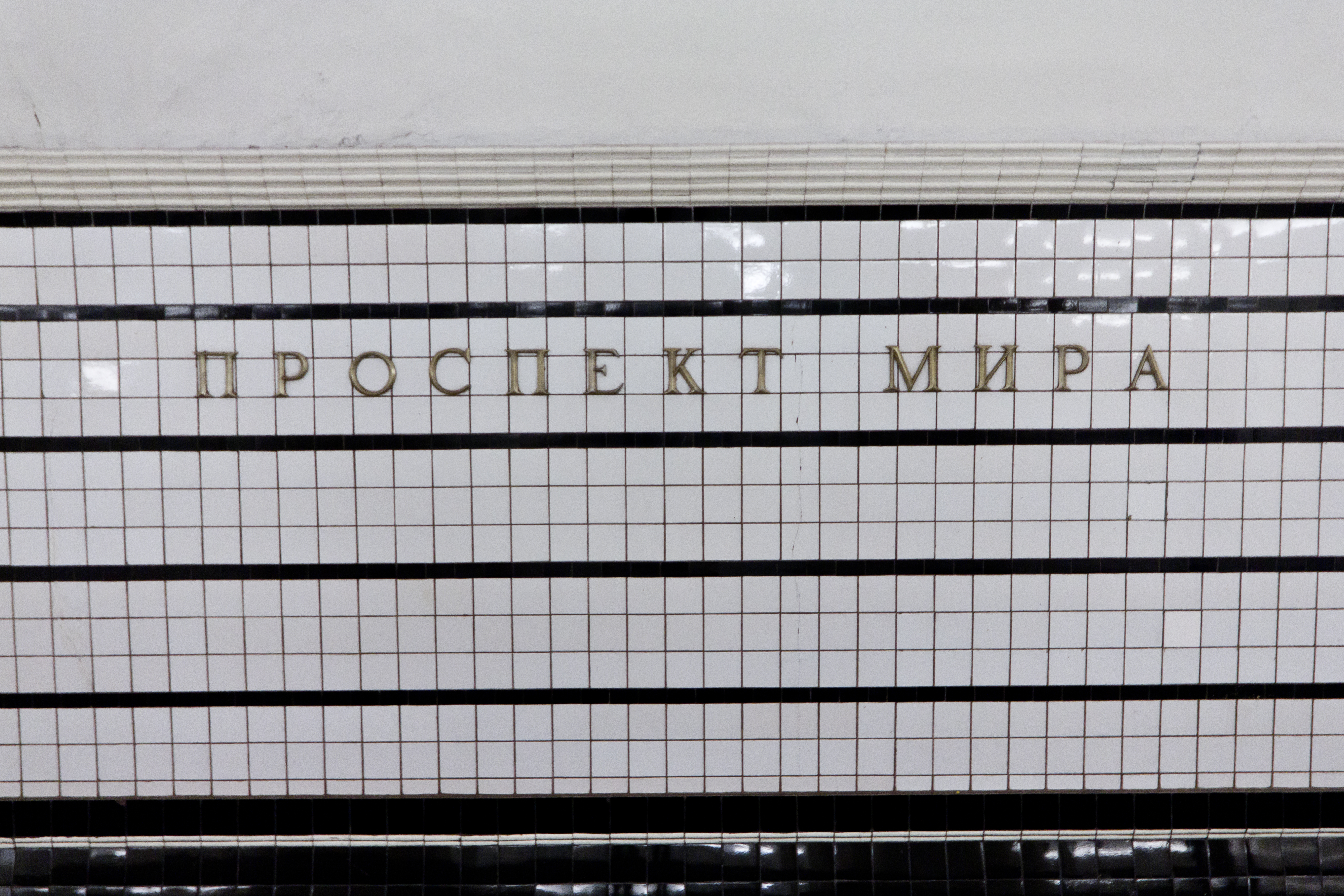
Название станции на путевой стене. 4 декабря 2010 года
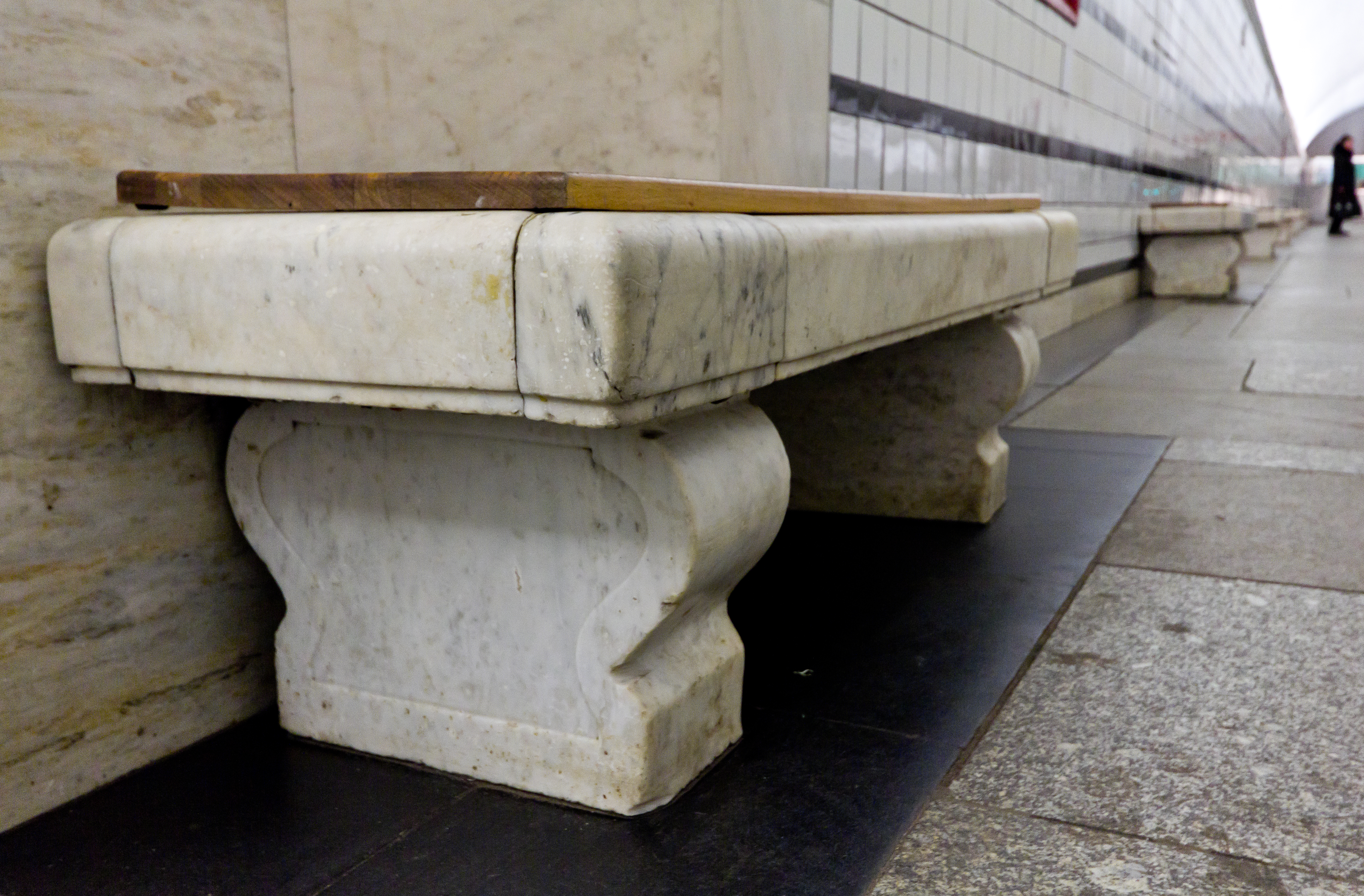
Скамейка на посадочной платформе
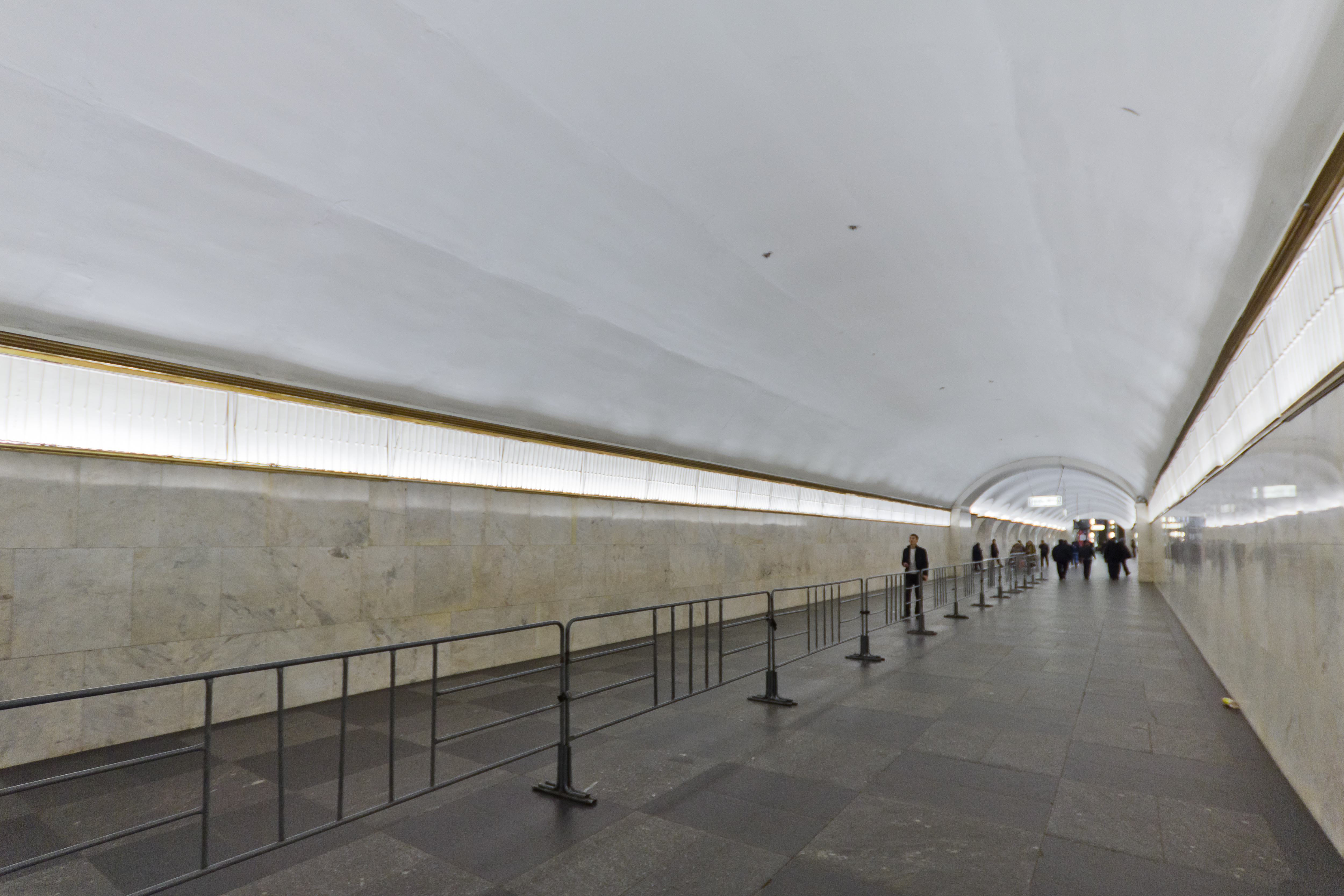
Коридор к переходу на Кольцевую линию
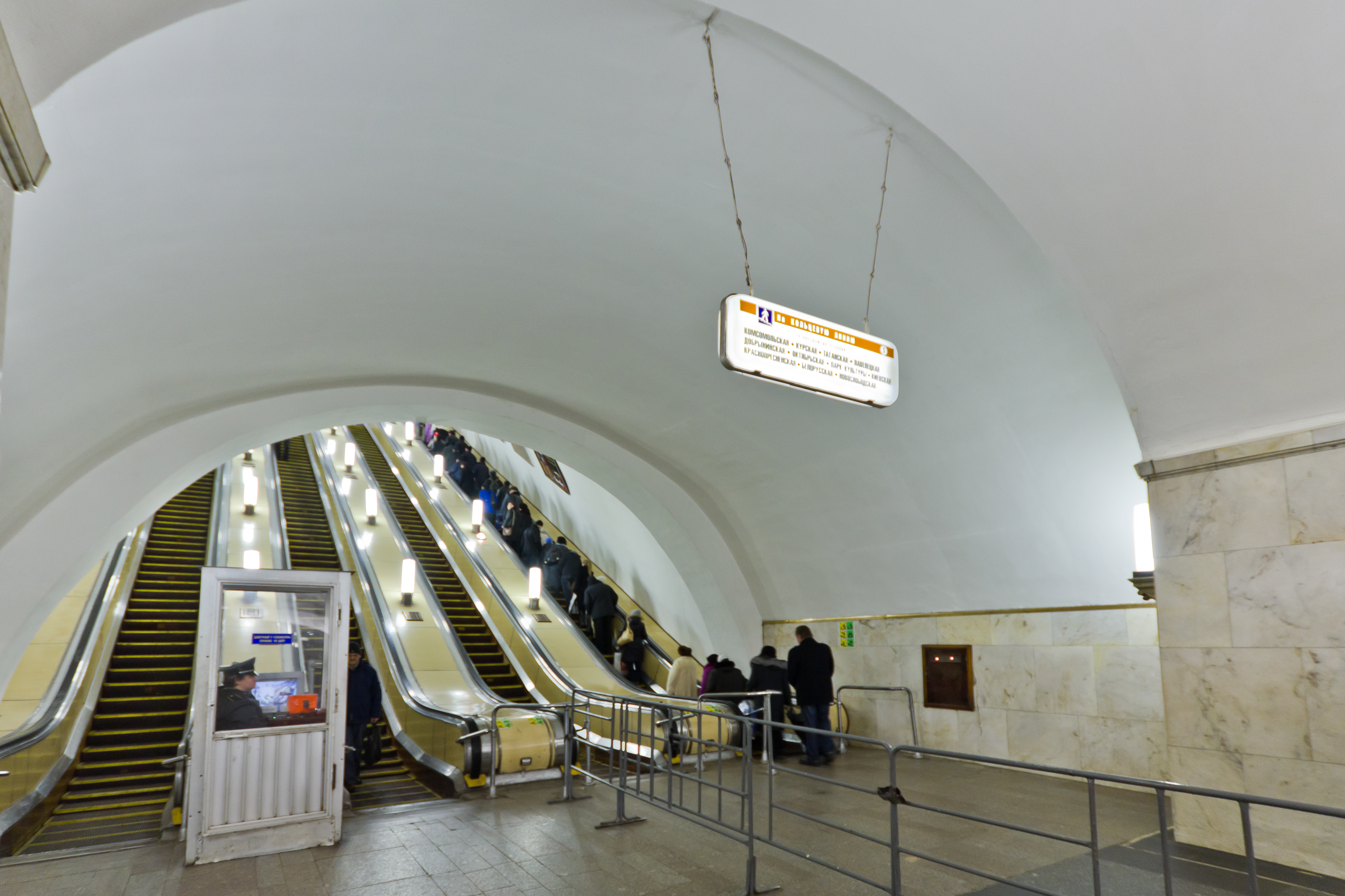
Эскалатор на Кольцевую линию
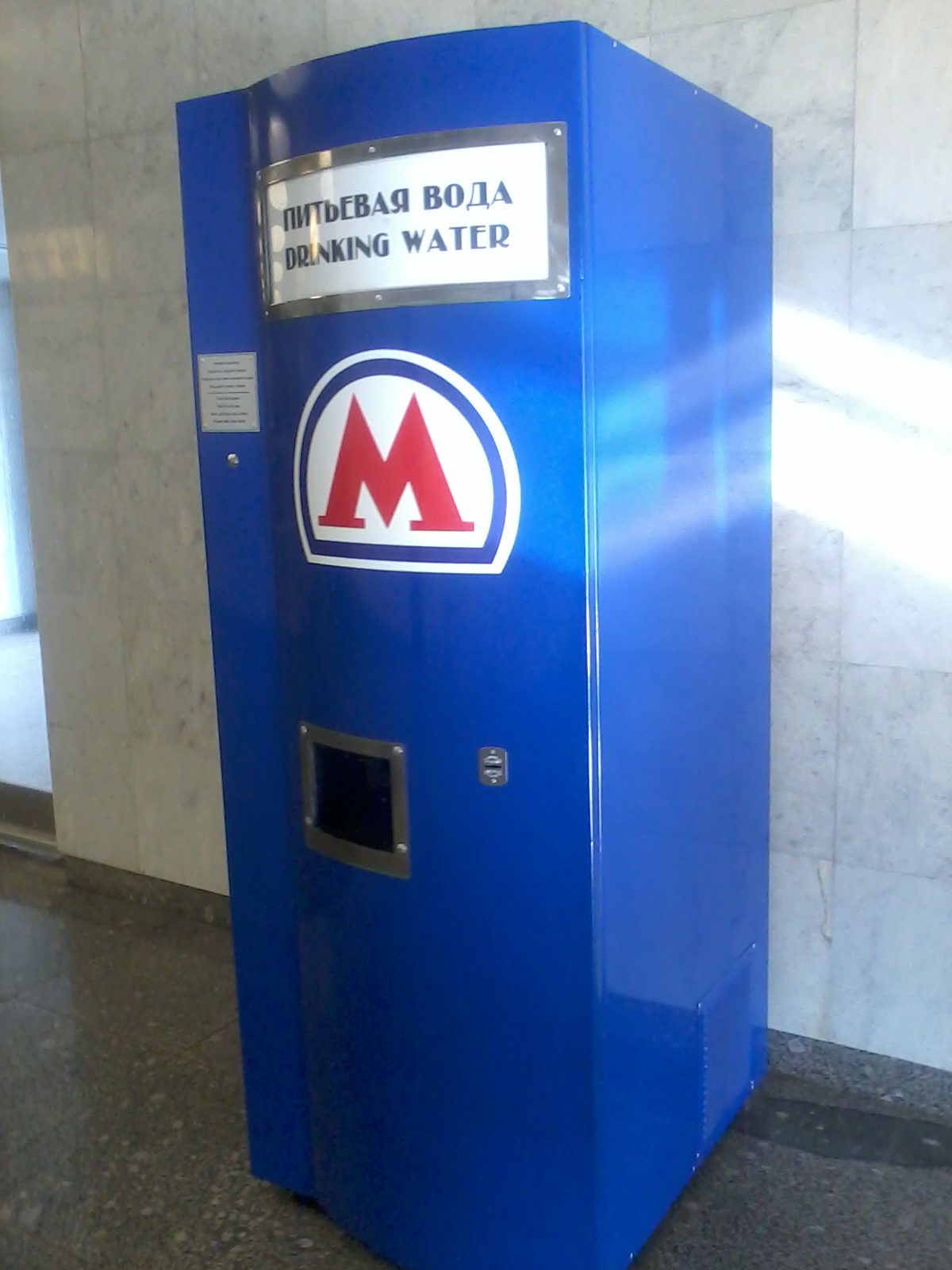
Аппарат с питьевой водой в вестибюле станции
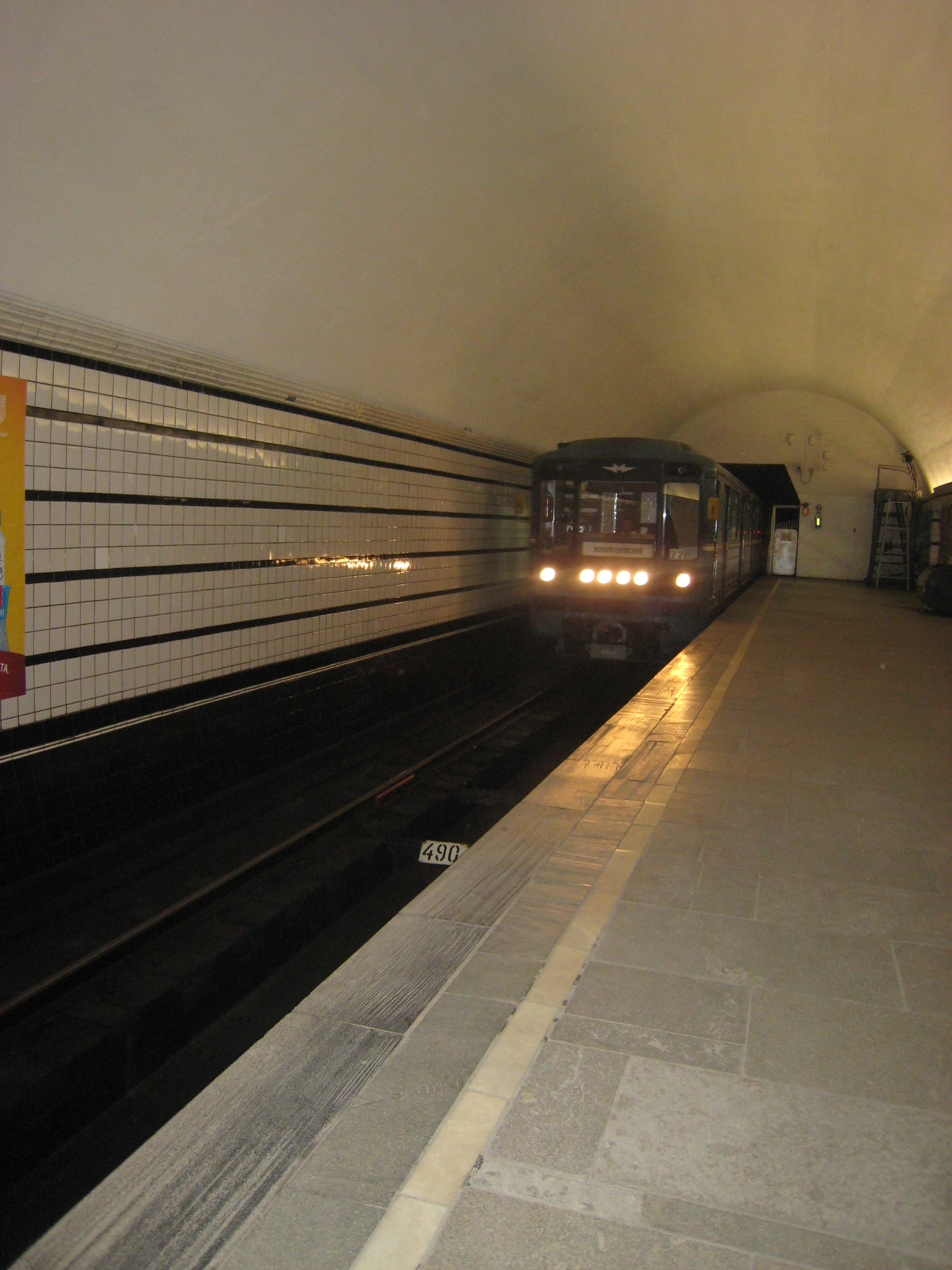
Прибывающий поезд
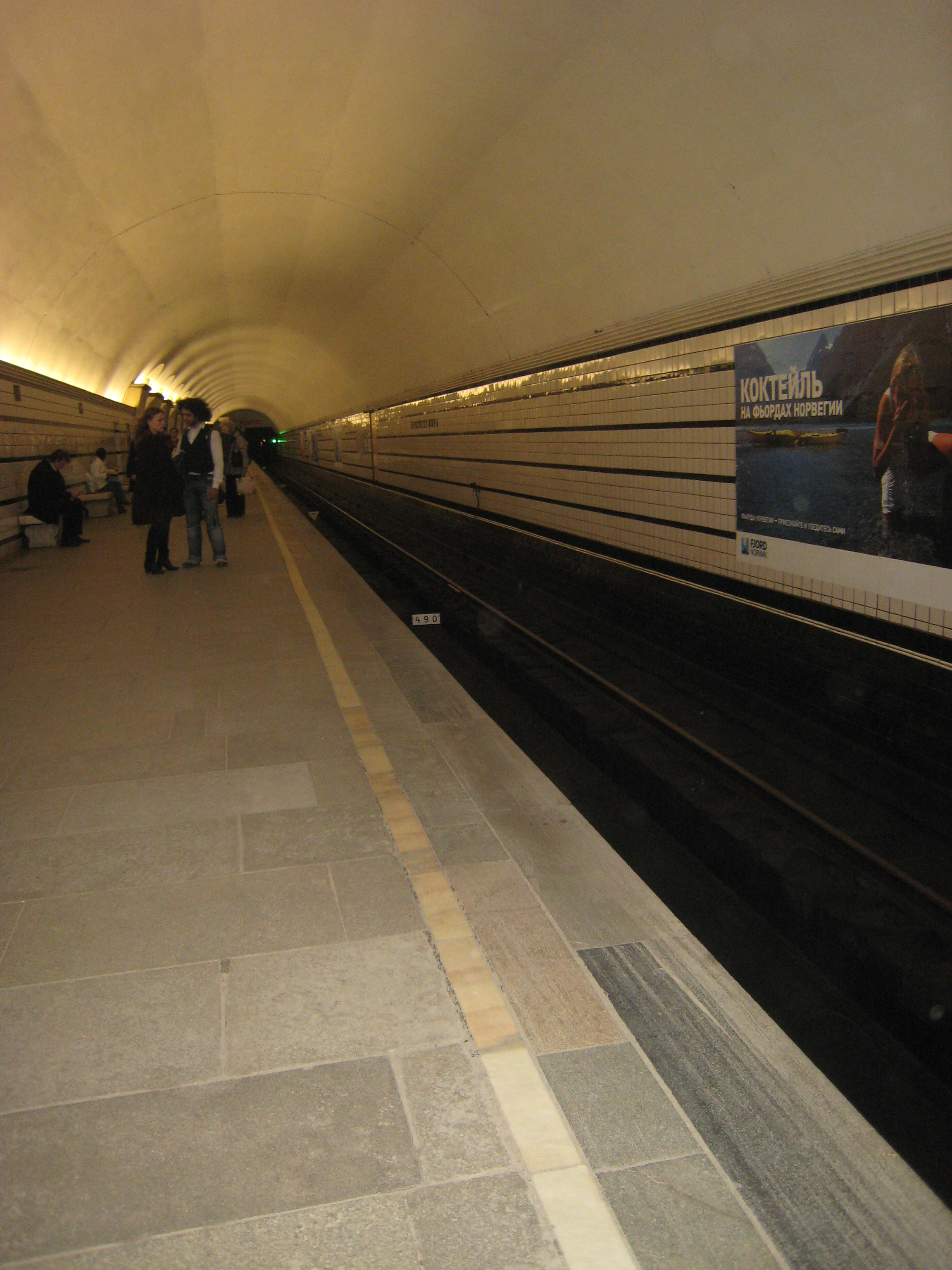
Платформа

## Станция в цифрах
- Таблица времени прохождения первого поезда через станцию[6]:

| По чётным числам                | Будние дни | Выходные дни |
| По нечётным числам              | Будние дни | Выходные дни |
| В сторону станции «Сухаревская» | 05:43:00   | 05:45:00     |
| В сторону станции «Сухаревская» | 05:43:00   | 05:45:00     |
| В сторону станции «Рижская»     | 05:50:00   | 05:50:00     |
| В сторону станции «Рижская»     | 05:49:00   | 05:48:00     |